# 劉鴻儒 (明朝)
劉鴻儒（1591年—？），字念董，山東青州府昌樂縣人，軍籍，明朝政治人物。

## 生平
萬曆三十七年（1609年）己酉科山東鄉試第十一名舉人，三十八年（1610年）中式庚戌科會試第一百六十名，三甲第六十一名進士。

## 家族
曾祖劉現，壽官；祖父劉三樂，壽官；父劉輅。母段氏；繼母王氏。嚴侍下。兄劉鴻猷、劉鴻烈、劉鴻功。